# Cadurcodon
Cadurcodon es un género extinto de la familia Amynodontidae que vivió en un área que abarcó desde Francia[cita requerida] hasta Kazajistán durante el final del Eoceno hasta el final del Oligoceno. Su nombre significa "diente de cadurco", en referencia a los cadurcos, un pueblo celta en el sur de Francia.[cita requerida]
Al igual que muchos otros rinocerontes primitivos este animal carecía de cuernos o cualquier tipo de ornamentos en la cabeza. Sin embargo, Cadurcodon tenía una estructura craneal diferente a la de sus parientes. Sus fosas nasales estaban muy adelante en el cráneo lo que indica la presencia de una pequeña trompa como la de un tapir. Aunque está relacionado con los tapires actuales (ambos son Perisodáctilos) su apariencia es debido a convergencia evolutiva. Poseía un cuerpo fornido con una longitud de unos 2,5 metros y era un herbívoro.

## Características
Los huesos del cráneo muestran que tenía cavidades nasales particularmente grandes y puntos de anclaje para los músculos de la nariz, perfectos para llevar una trompa como la de los tapires modernos. Su cuerpo robusto símil al del hipopótamo sugiere que este animal pasaba, al menos en parte, de su tiempo en el agua (como la mayoría de los demás Aminodóntidos). Las similitudes con los tapires probablemente también se reflejaran en su comportamiento y su alimentación. Nadaría usando su nariz como esnórquel para poder respirar bajo el agua, oler y recoger las mejores plantas de la orilla.
- Datos: Q56256561
- Multimedia: Cadurcodon / Q56256561